# Kanevskij rajon
Il Kanevskij rajon (in russo Каневской район?) è un rajon del Kraj di Krasnodar, nella Russia europea.